# 拉尼根杰
拉尼根杰（Raniganj）是印度西孟加拉邦Barddhaman县的一个城镇。总人口122891（2001年）。

## 人口
该地2001年总人口122891人，其中男性65360人，女性57531人；0—6岁人口14061人，其中男7156人，女6905人；识字率64.49%，其中男性为71.55%，女性为56.48%。